# Tambogrande
Tambogrande ist eine Stadt in der Provinz Piura in der Region Piura im Nordwesten von Peru. Beim Zensus 2017 lag die Einwohnerzahl bei 24.073. 10 Jahre zuvor lag diese bei 20.194. Die Stadt ist Verwaltungssitz des gleichnamigen Distriktes.

## Geographische Lage
Tambogrande liegt in der ariden Küstenebene Nordwest-Perus am nördlichen Flussufer des Río Piura auf einer Höhe von 69 m. Die Quebrada Cameros fließt entlang dem östlichen Stadtrand und mündet in den Río Piura. Die Kleinstadt liegt 44 km nordöstlich vom Stadtzentrum der Metropole Piura. Etwa 15 km weiter östlich erheben sich die westlichen Ausläufer der peruanischen Westkordillere. Nördlich der Stadt wird bewässerte Landwirtschaft betrieben, während im Süden Wüste vorherrscht. Von Tambogrande führen Hauptstraßen nach Piura, zu der 26 km südöstlich flussaufwärts am Río Piura gelegenen Stadt Chulucanas sowie zu dem 40 km westlich gelegenen Sullana.

## Geschichte
Ende der 1990er Jahre plante das – damals noch bestehende – kanadische Bergbauunternehmen Manhattan Minerals Corp. im Umland von Tambogrande den Abbau von Kupfer- und Goldvorkommen. Die Bürger von Tambogrande und vor allem die Bauern rundum wehrten sich dagegen, weil sie schwere Umweltschäden befürchteten und das Ende des ertragreichen Limettenanbaus. Im Februar 2005 gab Manhattan Minerals Corp. das Vorhaben auf. Im Dezember 2020 erteilte die peruanische Regierung der Tochterfirma Nuevo Arcoiris S.A.C. des kanadischen Konzerns Tesoro Minerals Corp. Konzessionen für 21 Grubenfelder, vor allem um Tambogrande. Nach Protesten der Anwohner und einer erneuten Überprüfung der sozio-ökonomischen Folgen eines Bergbaubetriebes wurden die Konzessionen nur einen Monat später zurückgezogen.